# George A. Schumacher
George Adam Schumacher (* 12. September 1912 in Trenton New Jersey; † 24. März 2008 in Shelburne, Vermont) war ein US-amerikanischer Neurologe, der an der Ausarbeitung früher Diagnosekriterien der Multiplen Sklerose, den Schumacher-Kriterien, beteiligt war.

## Leben
George A. Schumacher war der Sohn österreichisch-ungarischer Einwanderer in die USA. Er studierte an der Pennsylvania State University (Bachelor-Abschluss 1932) und am Cornell University Medical College (Abschluss in Medizin 1936). Es folgte eine sechsjährige Assistenzzeit an verschiedenen Krankenhäusern. Ab 1942 nahm er als Sanitätsoffizier am Zweiten Weltkrieg in Westeuropa teil, zuletzt im Dienstgrad eines Majors. Nach seinem Ausscheiden aus dem Militärdienst 1946 wurde er Associate Professor für Neurologie an der Cornell University und leitete am Bellevue Hospital in New York City die Abteilung für Neurologie. In dieser Zeit arbeitete er unter Harold Wolff in der Kopfschmerzforschung. 1950 wurde er Lehrstuhlinhaber der neu eingerichteten Fakultät für Neurologie am University of Vermont College of Medicine in Burlington, Vermont. Nach einem Sabbatical an der University of Alaska 1967 trat er als Lehrstuhlinhaber zurück und war bis zu seinem Ruhestand 1978 als Professor für Neurologie in Burlington tätig. Den Lehrstuhl übernahm Charles M. Poser.
Schumacher war ab 1940 mit Isobel Donnelly († 1995) verheiratet, aus der Ehe gingen zwei Töchter und zwei Söhne hervor.

## Wissenschaftliche Tätigkeit
Das wissenschaftliche Interesse Schumachers galt insbesondere der Multiplen Sklerose (MS). Als Vorsitzender des Panel on the Evaluation of Experimental Trials of Therapy in Multiple Sclerosis war er maßgeblich daran beteiligt, Empfehlungen zur Durchführung von Therapiestudien auszuarbeiten. In diesem Rahmen wurden auch Diagnose-Kriterien für die Erkrankung vorgeschlagen, die als Schumacher-Kriterien (1965) Anwendung fanden. Aspekte der heutigen MS-Diagnosekriterien (McDonald-Kriterien), etwa die Definition eines Krankheitsschubs sowie das Konzept der örtlichen und zeitlichen Dissemination, gehen auf die Schumacher-Kriterien zurück.

## Veröffentlichungen (Auswahl)
- George A. Schumacher: Multiple Sclerosis. In: Postgraduate Medicine. 27, Mai 1960, S. 569–580, doi:10.1080/00325481.1960.11712912.
- George A. Schumacher, Gilbert Beebe, Robert F. Kibler, Leonard T. Kurland, John F. Kurtzke, Fletcher McDowell, Benedict Nagler, William A. Sibley, Wallace W. Tourtellotte, Thomas L. Willmon: Problems of Experimental Trials of Therapy in Multiple Sclerosis: Report by the Panel on the Evaluation of Experimental Trials of Therapy in Multiple Sclerosis. In: Annals of the New York Academy of Sciences. 122, 1965, S. 552–568, doi:10.1111/j.1749-6632.1965.tb20235.x.